# Homaliodendron punctulatum
Homaliodendron punctulatum är en bladmossart som beskrevs av Fleischer 1906. Homaliodendron punctulatum ingår i släktet Homaliodendron och familjen Neckeraceae. Inga underarter finns listade i Catalogue of Life.